# Izeste
Izeste ist eine französische Gemeinde mit 441 Einwohnern (Stand 1. Januar 2022) im Département Pyrénées-Atlantiques in der Region Nouvelle-Aquitaine (vor 2016: Aquitanien). Die Gemeinde gehört zum Arrondissement Oloron-Sainte-Marie und zum Kanton Oloron-Sainte-Marie-2 (bis 2015: Kanton Arudy).
Die Bewohner werden Isestois oder Isestoises genannt.

## Geographie
Izeste liegt ca. 25 km südöstlich von Oloron-Sainte-Marie im Vallée d’Ossau in der historischen Provinz Béarn.
Die höchste Erhebung im Gebiet der Gemeinde ist der Bersaout (1368 m).
Umgeben wird der Ort von den Nachbargemeinden:
|       | Arudy                                       |              |
| Arudy | Kompassrose, die auf Nachbargemeinden zeigt | Louvie-Juzon |
|       | Bilhères Bielle                             |              |

Izeste liegt im Einzugsgebiet des Flusses Adour. Der Gave d’Ossau, der beim Zusammenfluss mit dem Gave d’Aspe weiter flussabwärts gemeinsam den Gave d’Oloron bildet, strömt an der östlichen Grenze zur Nachbargemeinde Louvie-Juzon entlang. Der Lamisou, ein Nebenfluss des Gave d’Ossau, entspringt auf dem Gemeindegebiet.

## Geschichte
Auf dem Gebiet der Gemeinde befinden sich mehrere Grotten, die bekanntesten sind die Grotten von Laroun und Espalungue. In der Grotte von Laroun sind bei archäologischen Untersuchungen behauene Feuersteine, Fragmente von Tongefäßen und gemeißelte Steinfragmente gefunden, die eine Inbesitznahme von Menschen an dieser Stelle in der Urgeschichte belegen.
Izeste zeigt sich als Straßendorf mit Häusern, von denen die ältesten aus dem 14. Jahrhundert datieren. Diese Struktur resultiert aus der geografischen Tallage an einer wichtigen Straße über die Pyrenäen nach Spanien. In der Volkszählung des Béarn im Jahre 1385 wurden in Izeste zwölf Haushalte gezählt und vermerkt, dass das Dorf zur Bailliage des Archidiakonats von Ossau gehörte. Die Entwicklung der Webkunst und das Behauen und Zuschneiden von Stein beförderte die Entwicklung der Gemeinde. Izeste ist die Wiege einer Dynastie von renommierten Steinmetzen, die Sobernatz. In der Ortsmitte, in der Nähe der Kirche, ragte eine Turmburg empor, bekannt seit dem 13. Jahrhundert. Ein Pranger aus Marmor, unweit entfernt auf einem kleinen Platz, trägt die Jahreszahl „1682“ und ist ein sichtbares Zeichen der lokalen Gerichtsbarkeit. In der Nähe gab es ein Laienkloster, Vasall des Vicomtes von Béarn, genannt Haus von Abadie, in dem heute Büros der Gemeindeverwaltung untergebracht sind.
Toponyme und Erwähnungen von Izeste waren:
- Yseste (1270, Urkunden des Archidiakonats von Ossau),
- Issesta (1614, Manuskriptsammlung des 16. bis 18. Jahrhunderts),
- Sent Estienne d’Izesta (1621, Veröffentlichungen des Bistums Oloron),
- Iseste (1750, Karte von Cassini),
- Iseste (1793, Notice Communale) und
- Izeste (1801, Bulletin des lois).[6][7][8]

Izeste besaß einen Bahnhof an der im Juni 1883 eröffneten eingleisigen Eisenbahnstrecke von Buzy nach Laruns. Sie wurde 1928 elektrifiziert, der Personenverkehr wurde 1969, der Güterverkehr auf dem Abschnitt von Arudy nach Laruns 1971 eingestellt. Die Gleise wurden anschließend entfernt.

### Einwohnerentwicklung
Vom Beginn der Aufzeichnungen während der Französischen Revolution bis zum Beginn des 20. Jahrhunderts schwankte die Zahl der Einwohner zwischen 430 und 530. Ein kurzer Bevölkerungsrückgang in den 1920er Jahren wurde bis zu den 1950er Jahren wieder ausgeglichen, bevor die Gemeinde weiter wuchs und mit 636 Inwohnern in den 1970er Jahren einen bisherigen Höchststand verzeichnete. Anschließend setzte ein Rückgang auf rund 450 Einwohnern ein.
| Jahr      | 1962 | 1968 | 1975 | 1982 | 1990 | 1999 | 2006 | 2009 | 2022 |
| --------- | ---- | ---- | ---- | ---- | ---- | ---- | ---- | ---- | ---- |
| Einwohner | 573  | 602  | 636  | 536  | 498  | 458  | 442  | 455  | 441  |

## Sehenswürdigkeiten

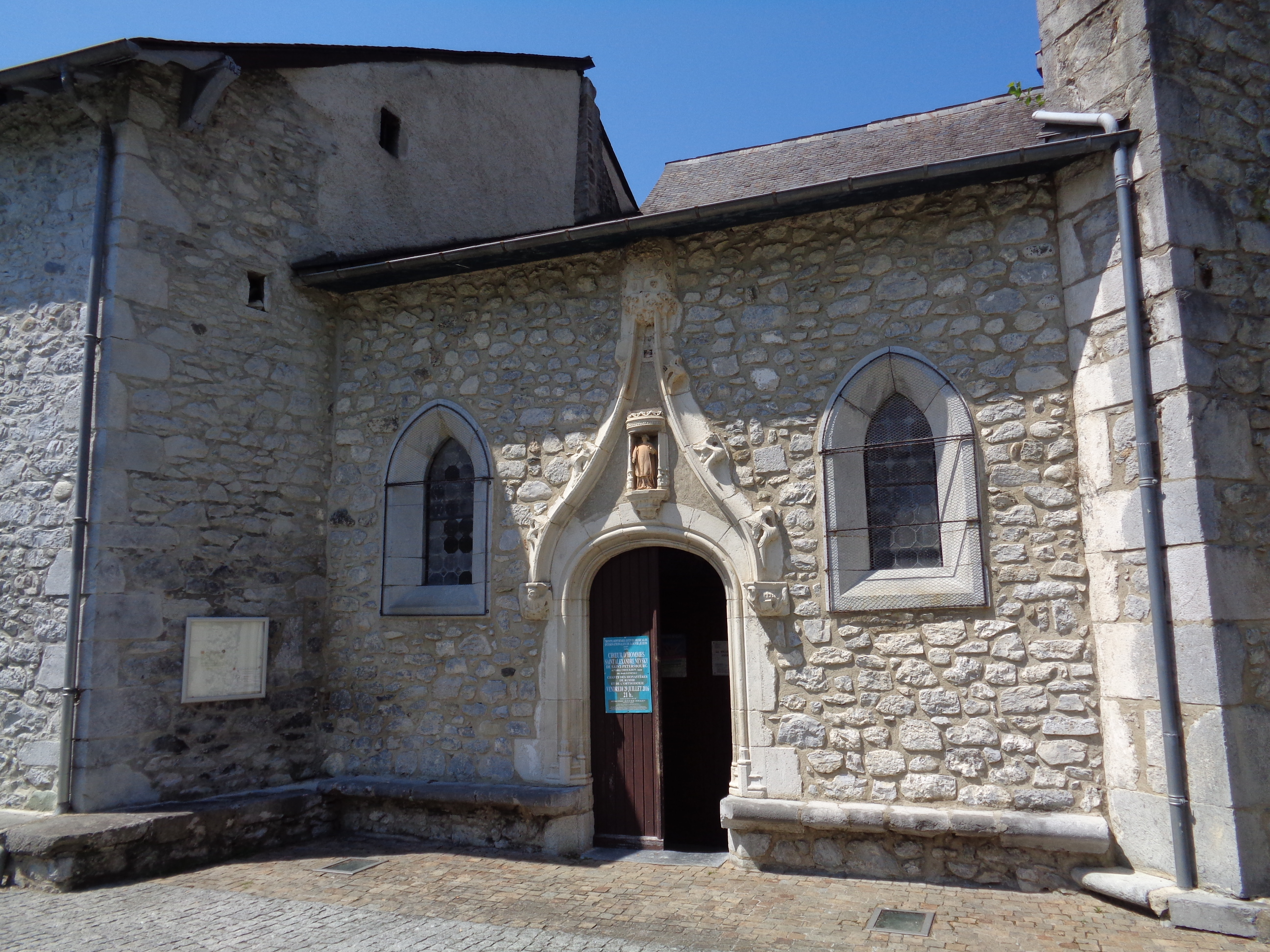
gotisches Eingangsportal der Pfarrkirche Saint-Étienne von Izeste

- Pfarrkirche, gewidmet dem heiligen Stephanus. Sie ist im 14. Jahrhundert errichtet worden und hat im Laufe der Jahrhunderte mehrere Umbauarbeiten erfahren, die ihr ursprüngliches Aussehen bewahren ließen. Das Langhaus besitzt ein Hauptschiff mit zwei Seitenschiffen, die im ursprünglichen Bau als Seitenkapellen angeordnet waren. Das dreijochige Langhaus endet in einer dreiseitigen Apsis. Ein viereckiger, viergeschossiger Glockenturm ragt seitlich aus dem Gebäude hervor. Das Eingangsportal mit seinem Kielbogen stammt aus dem Jahre 1540 und verlor durch starke Umbauarbeiten sein ursprüngliches Aussehen. Es ist mit Skulpturen geschmückt, die den Schutzpatron der Kirche, den heiligen Stephanus, darstellen. Die Kirche hat eine reiche Innenausstattung. Erwähnenswert sind zwei Altaraufsätze an Haupt- und Nebenaltar jeweils aus dem 17. Jahrhundert, ein Schrank zur Aufbewahrung der eucharistischen Gaben, ein Weihwasserbecken und ein romanischer Altar im südlichen Seitenschiff.[12][13][14]

Pfarrkirche von Izeste
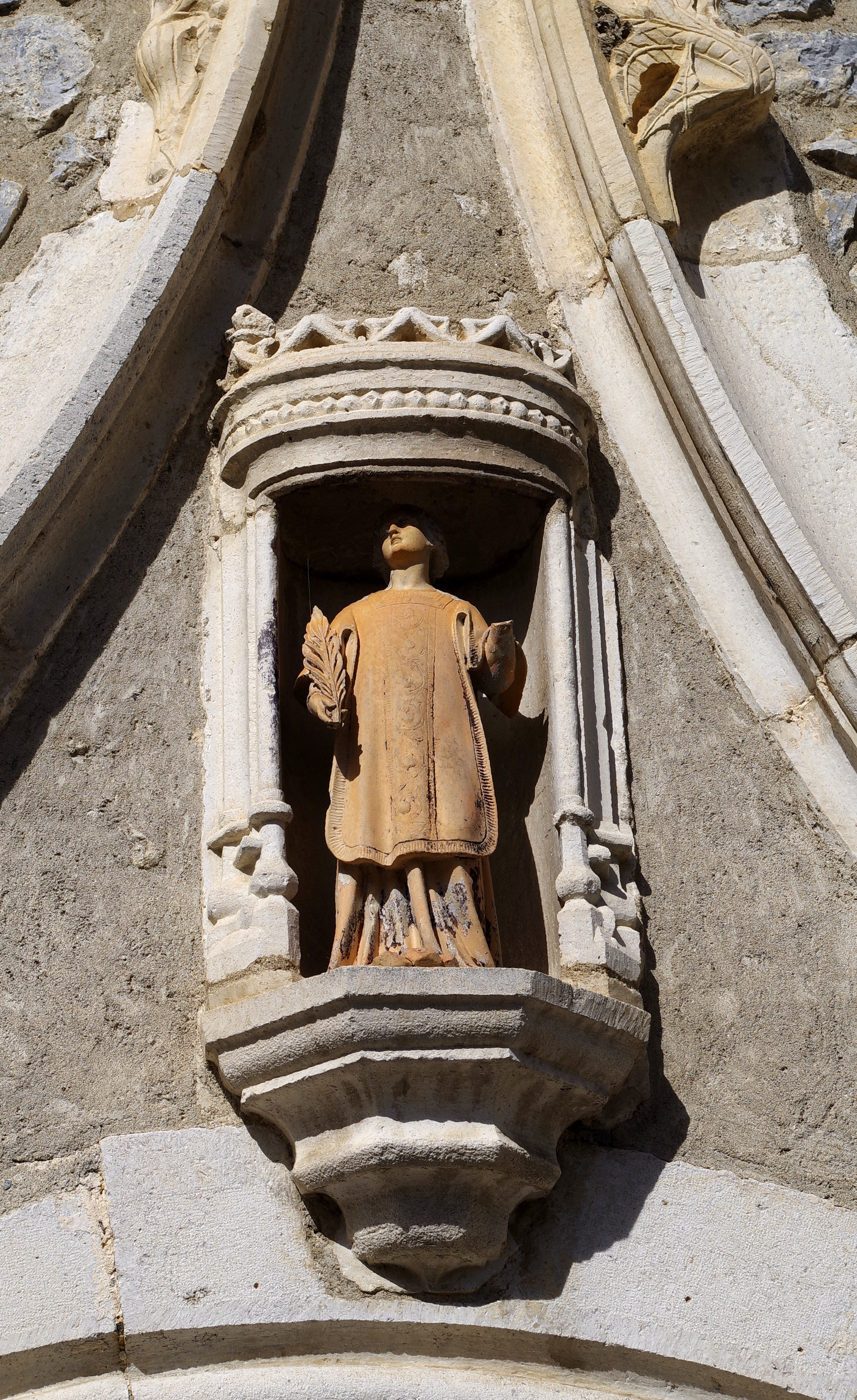
Statue des heiligen Stephanus über dem Eingangsportal
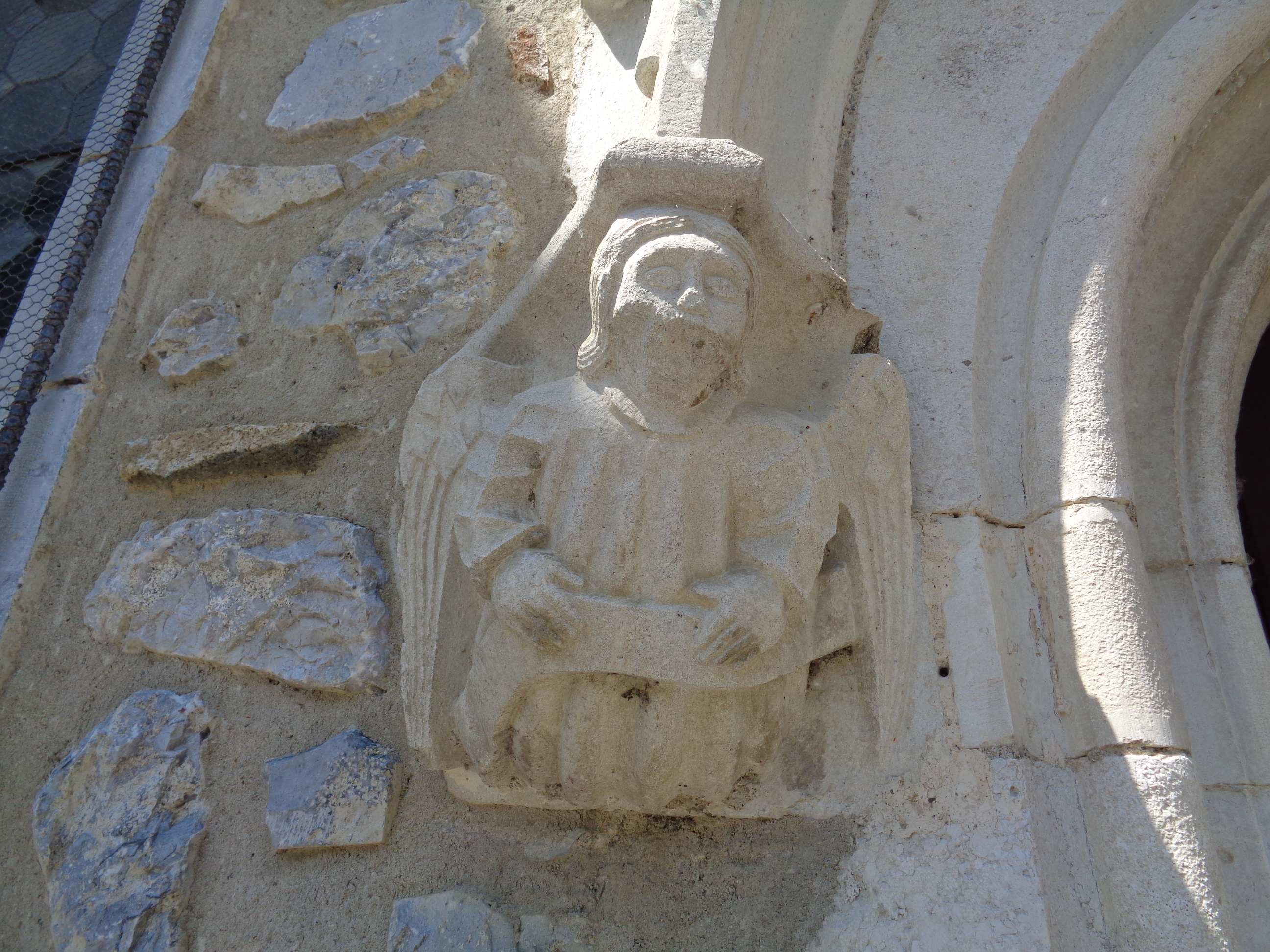
Detail des Eingangsportals
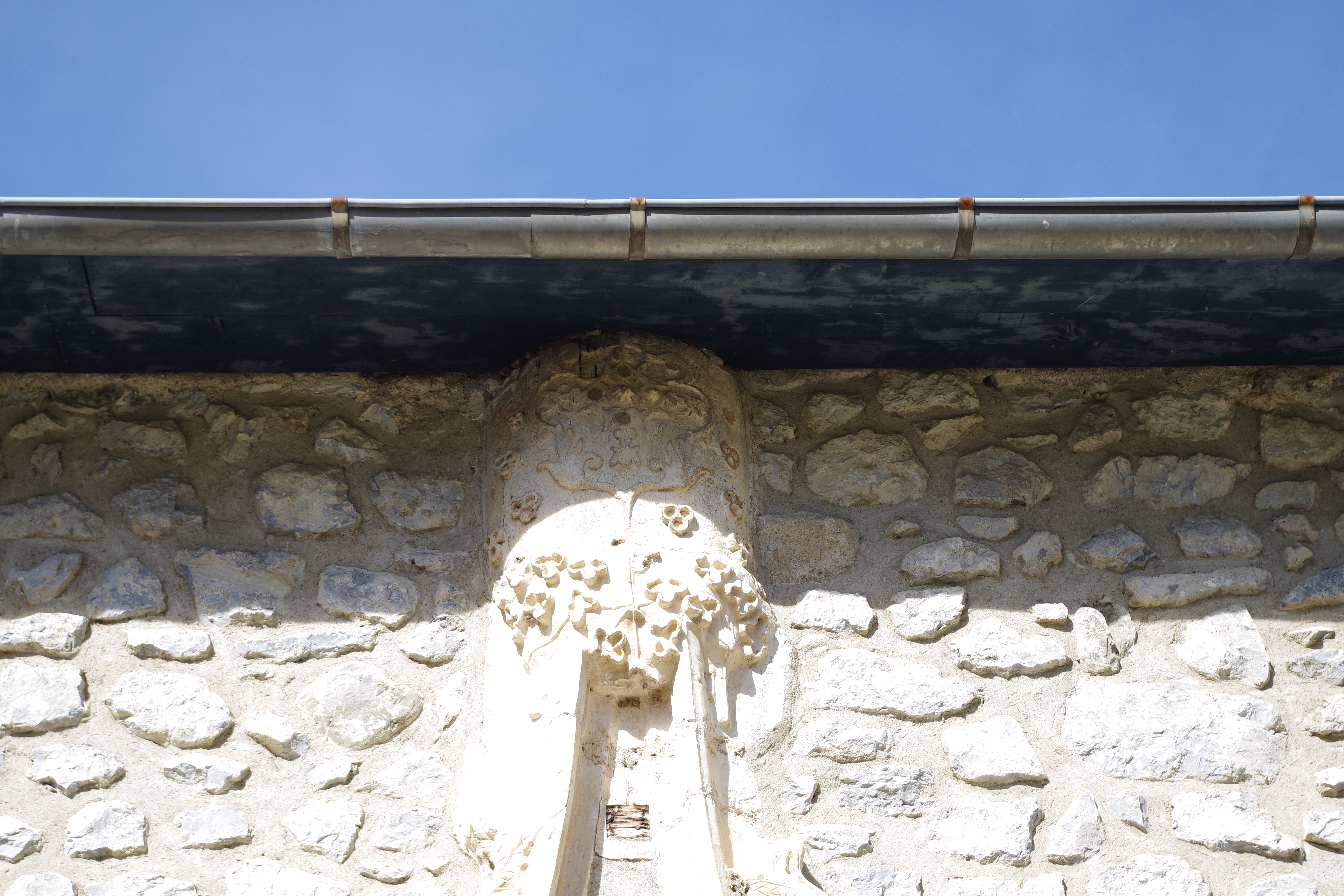
Fiale des Kielbogens des Eingangsportals
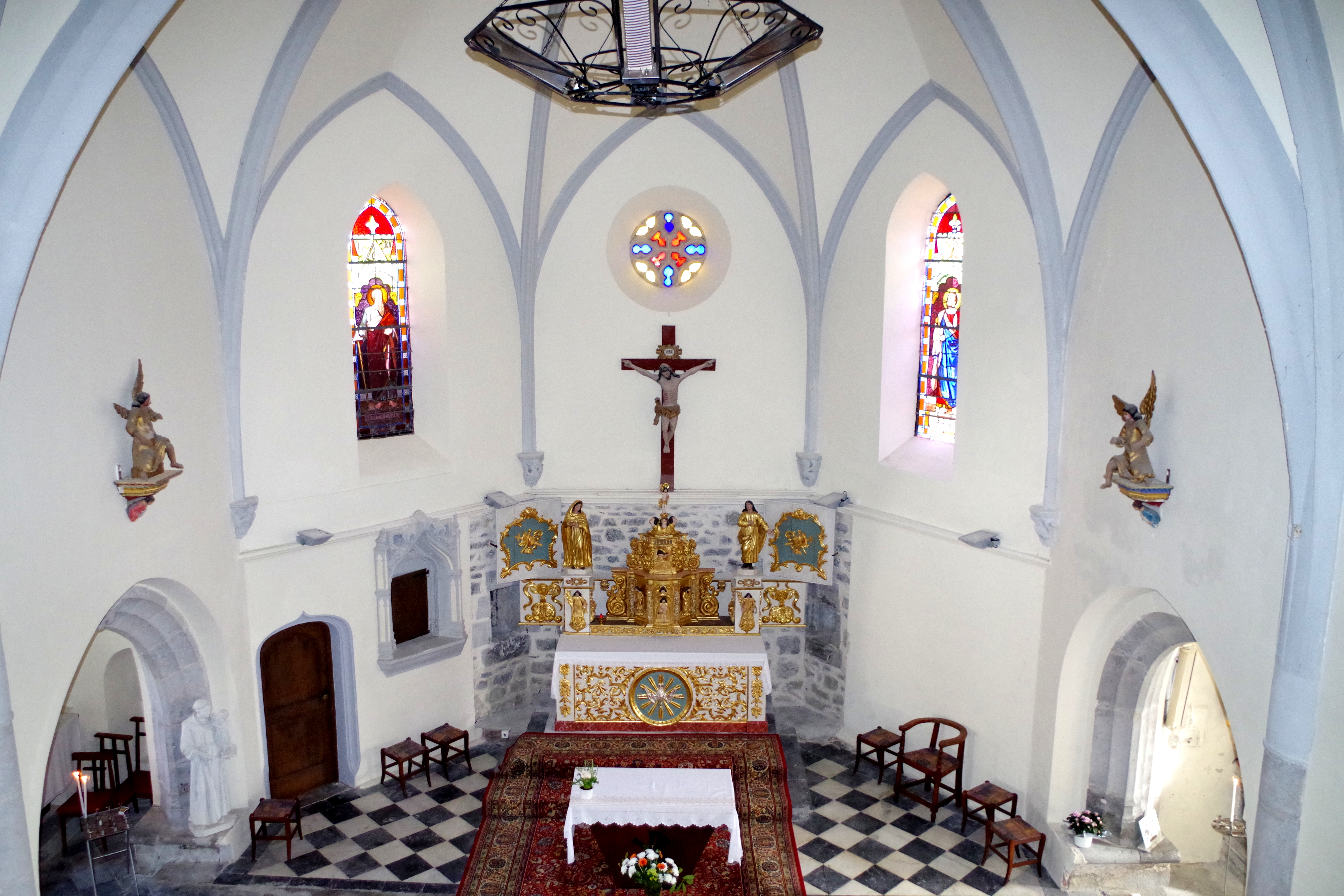
Chor
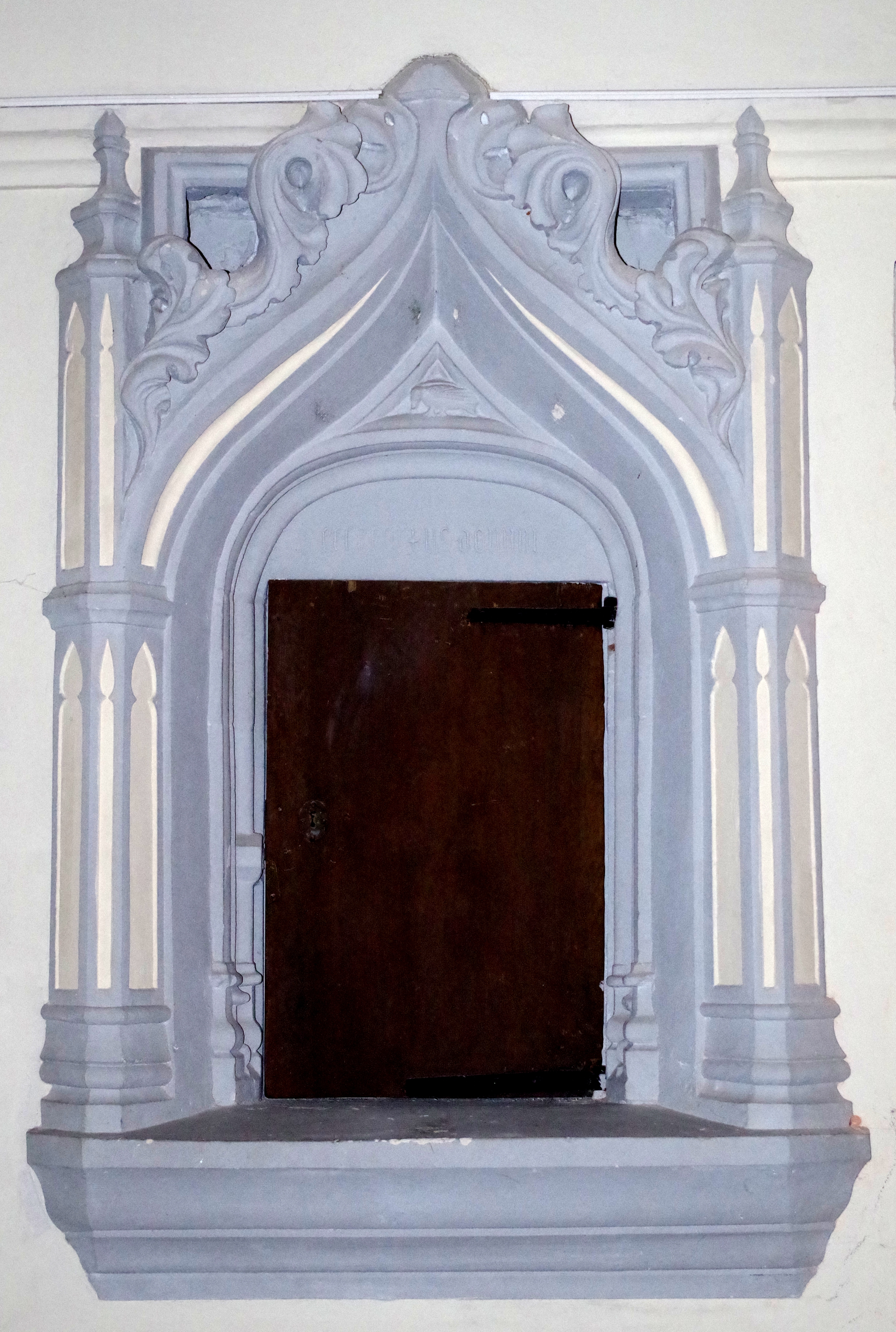
Schrank zur Aufbewahrung der eucharistischen Gaben
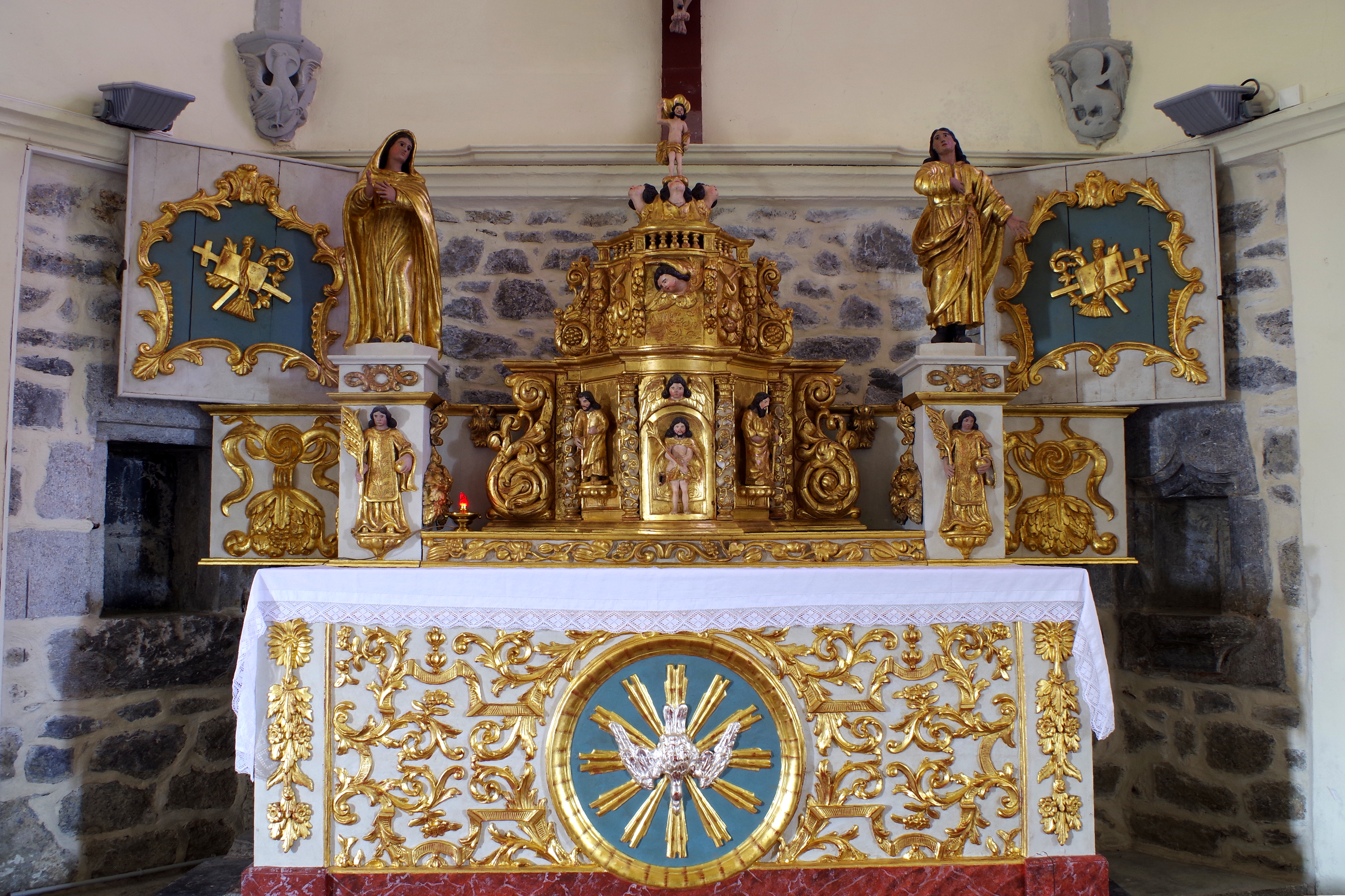
Altaraufsatz am Hauptaltar
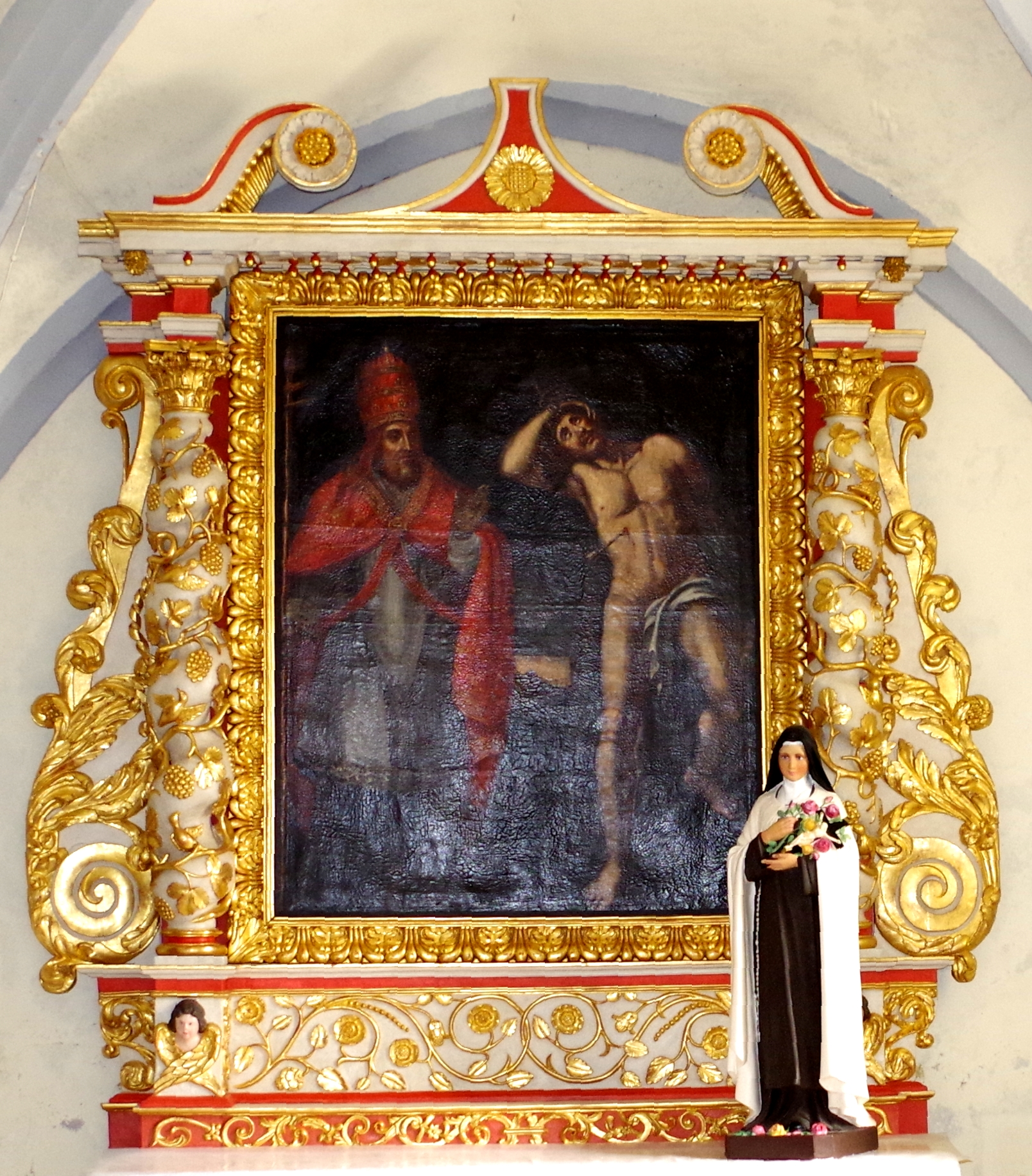
Altaraufsatz

Glasfenster in der Pfarrkirche von Izeste
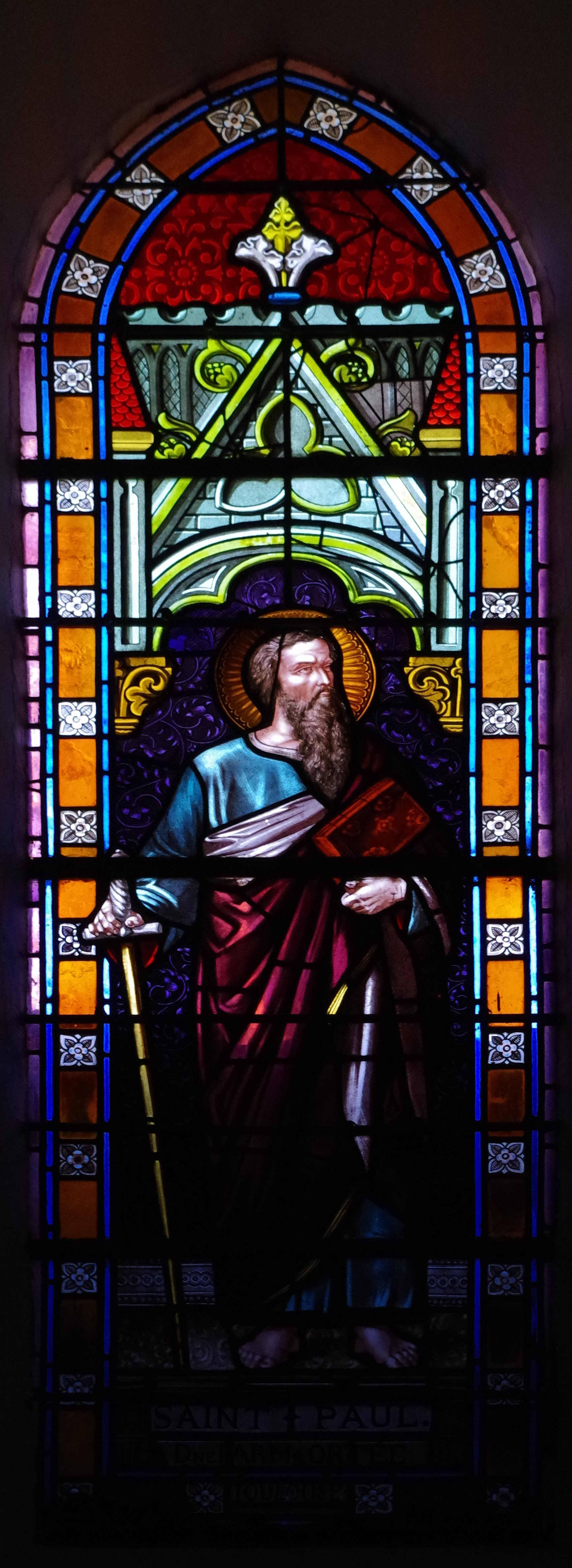
Paulus von Tarsus
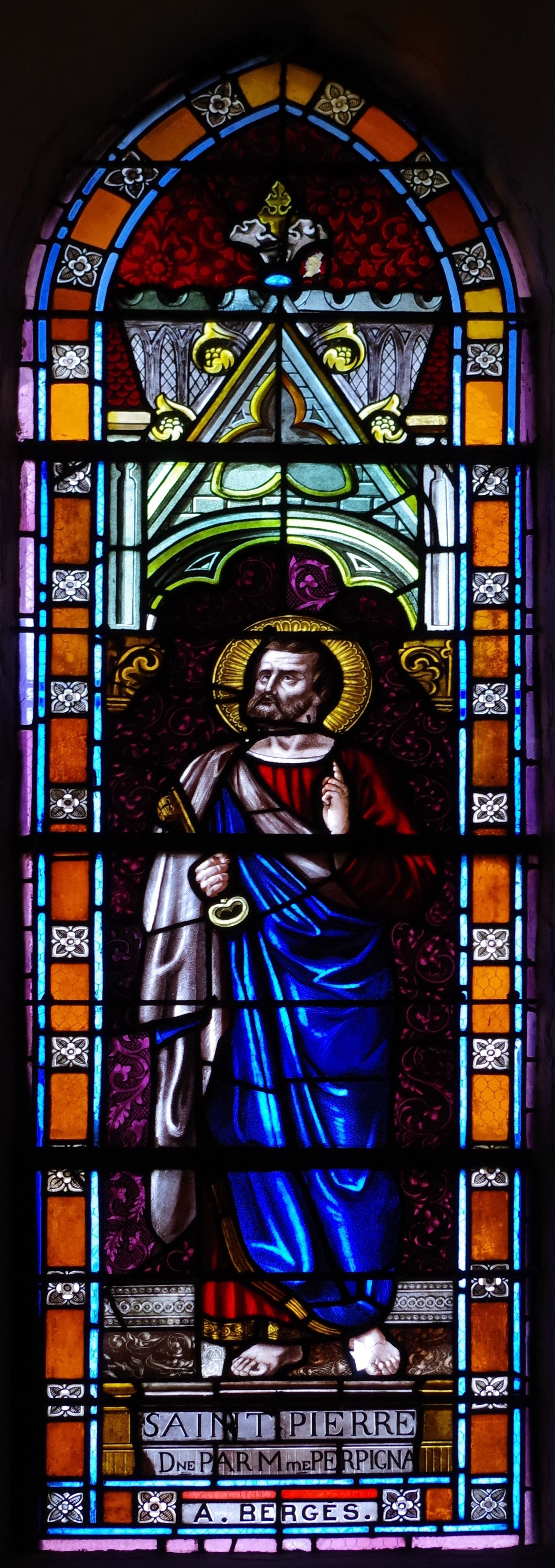
Simon Petrus
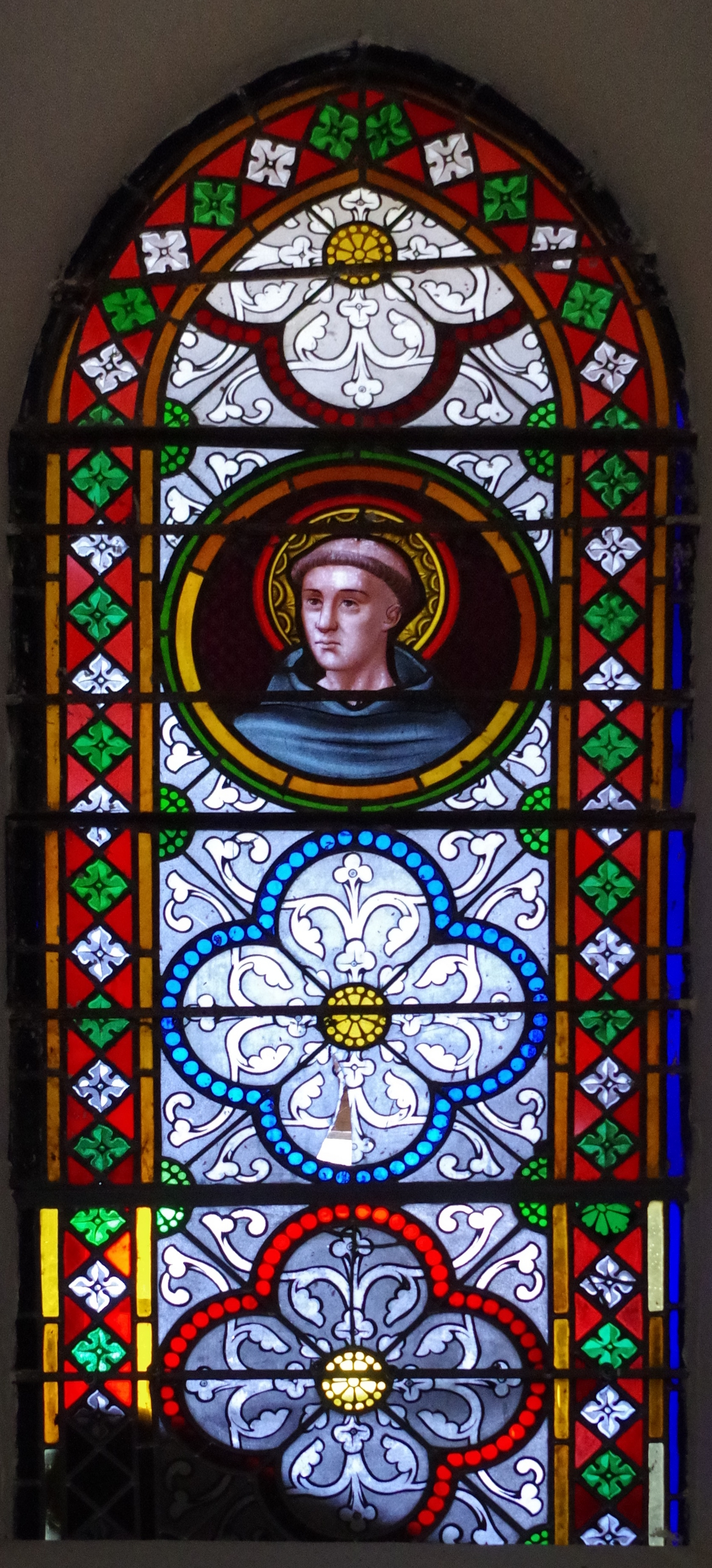
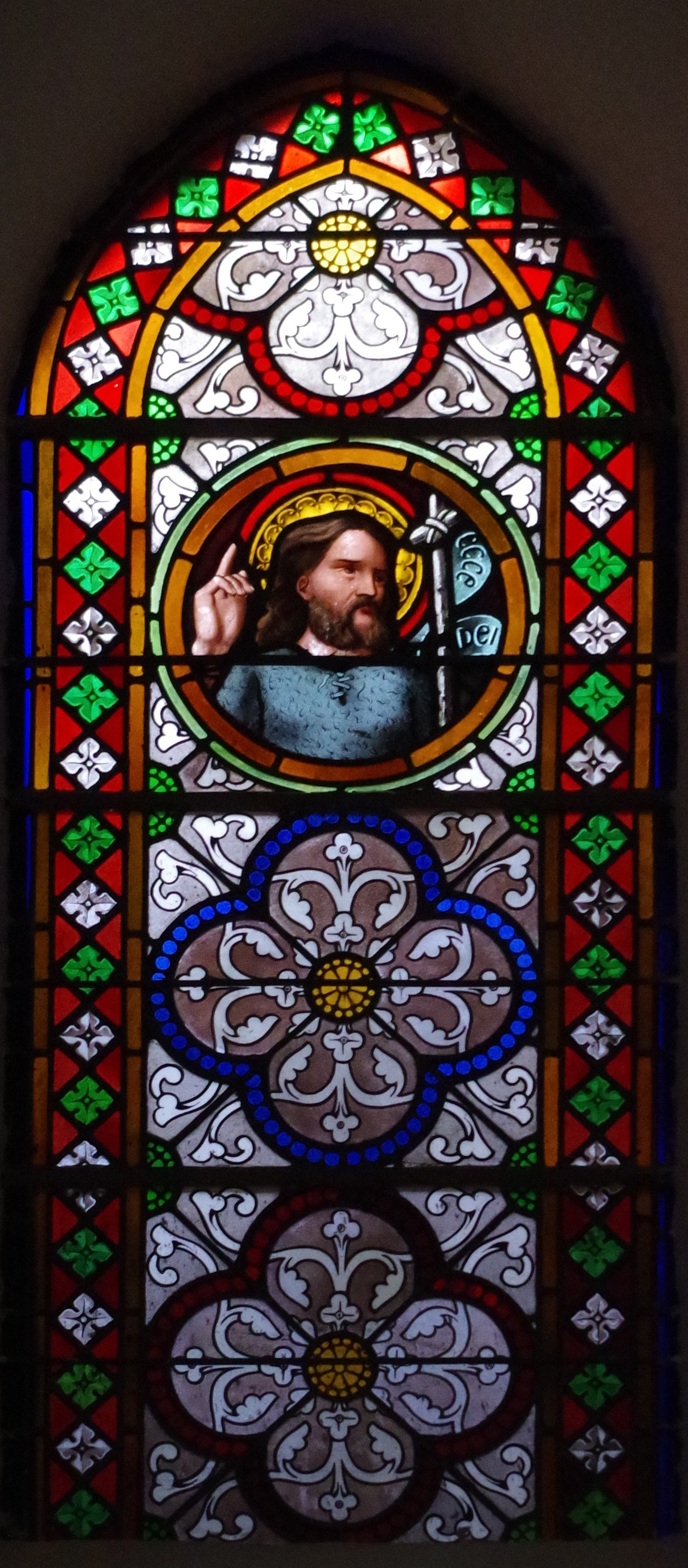
Johannes der Täufer

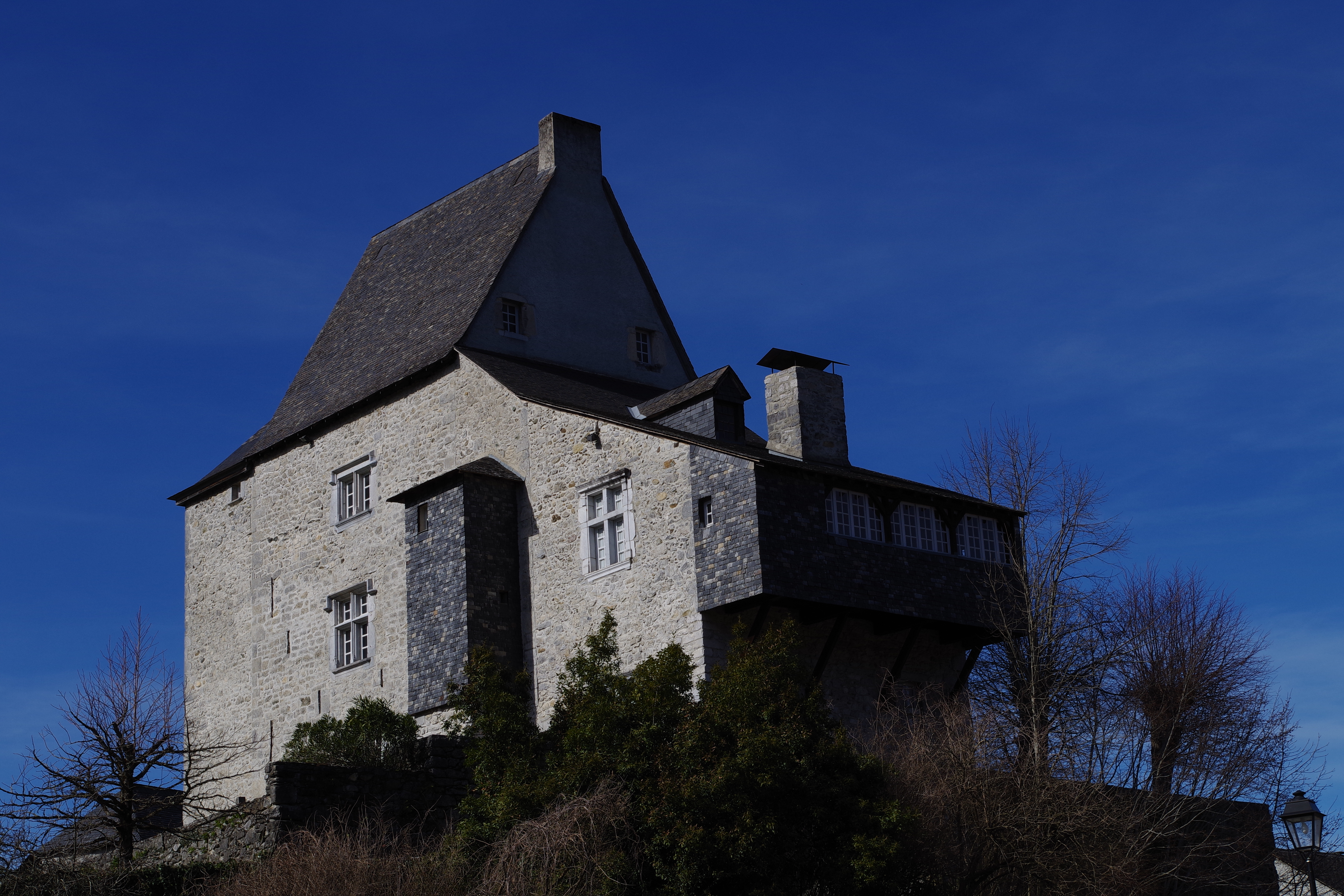
Südfassade des Festen Hauses in Izeste

- Festes Haus. Der Sitz der Grundherrschaft, dessen Ursprünge auf das 13. Jahrhundert zurückgehen, ist auf einem Aufschluss des Kalksteins gebaut und dominierte den mittelalterlichen Eingang des Dorfes. Es ist seit 1285 in den Schriften erwähnt und 1385 in der Volkszählung erfasst. Das Bauwerk, das in jener Zeit eine Höhe von 20 m besaß, ist in das heutige eingefügt, welches im 17. bis 18. Jahrhundert errichtet wurde. Es ist hauptsächlich aus lokalen Steinen gebaut und besitzt ein hohes Schieferdach mit starker Neigung. Die Fassaden sind aus geradlinig verbauten Bruchsteinen oder vierkantigen Blöcken aus Kalkstein aus dem Aptium, teilweise mit Kieselsteinen verschiedener Herkunft vermischt und mit geringerer Regelmäßigkeit. Das Sichtmauerwerk an den Gebäudeecken besteht aus großen Blöcken blaugräulichen urgonischen Kalksteins. Das Haus besitzt Zwillingsfenster, an der Nord- und an der Südseite sind mehrere Bogenscharten bewahrt. An der Westseite ist ein offener 30 m hoher Turm angebaut.[15]

- Laienkloster. Das ursprünglich L-förmige Gebäude des ehemaligen Laienklosters stammt aus dem 16. Jahrhundert. Die Skulpturen auf den Keilsteinen der großen Tür an der Südfassade des Ost-West-Flügels sind aus Kalkstein aus Lasseube gearbeitet. Eine Tür mit Spitzbogen erlaubt den Zugang zum Nord-Süd-Flügel. Auf der Südseite ist ein Abschnitt der alten Mauer aus urgonischem Kalkstein zu erkennen, die einen schmalen Zugang zur benachbarten Kirche erlaubte. Viele Umbauten im Laufe der Jahrhunderte haben das Erscheinungsbild des ursprünglichen Gebäudes stark verändert.[16]

## Wirtschaft und Infrastruktur

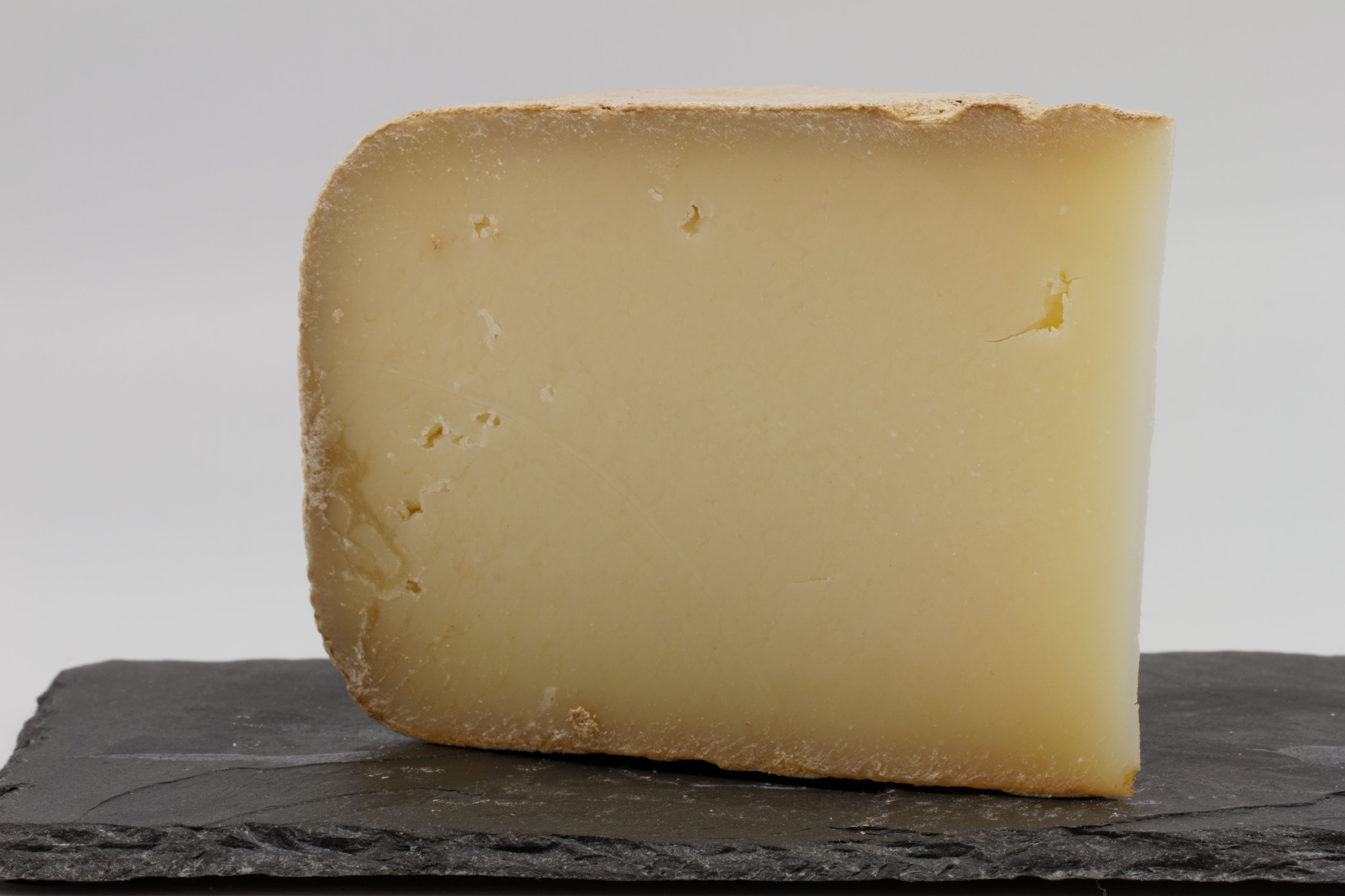
Ossau-Iraty

Ackerbau und Viehzucht sind traditionell wichtige Wirtschaftsfaktoren der Gemeinde. Dienstleistungen und ein Steinbruch zum Abbau von schwarzem Marmor tragen außerdem zur Wirtschaftskraft bei.
Izeste liegt in der Zone AOC des Ossau-Iraty, eines traditionell hergestellten Schnittkäses aus Schafmilch.

### Sport und Freizeit
Der Tour de la Vallée d’Ossau, ein Rundwanderweg in sieben Etappen von insgesamt mehr als 100 km Länge verläuft auch durch das Ortszentrum von Izeste.

### Verkehr
Izeste ist erreichbar über die Routes départementales 920, 934 (ehemalige Route nationale 134bis) und 3920 und ist über eine Linie des Busnetzes Transports 64 von Pau nach Gourette mit anderen Gemeinden des Départements verbunden.

## Persönlichkeiten

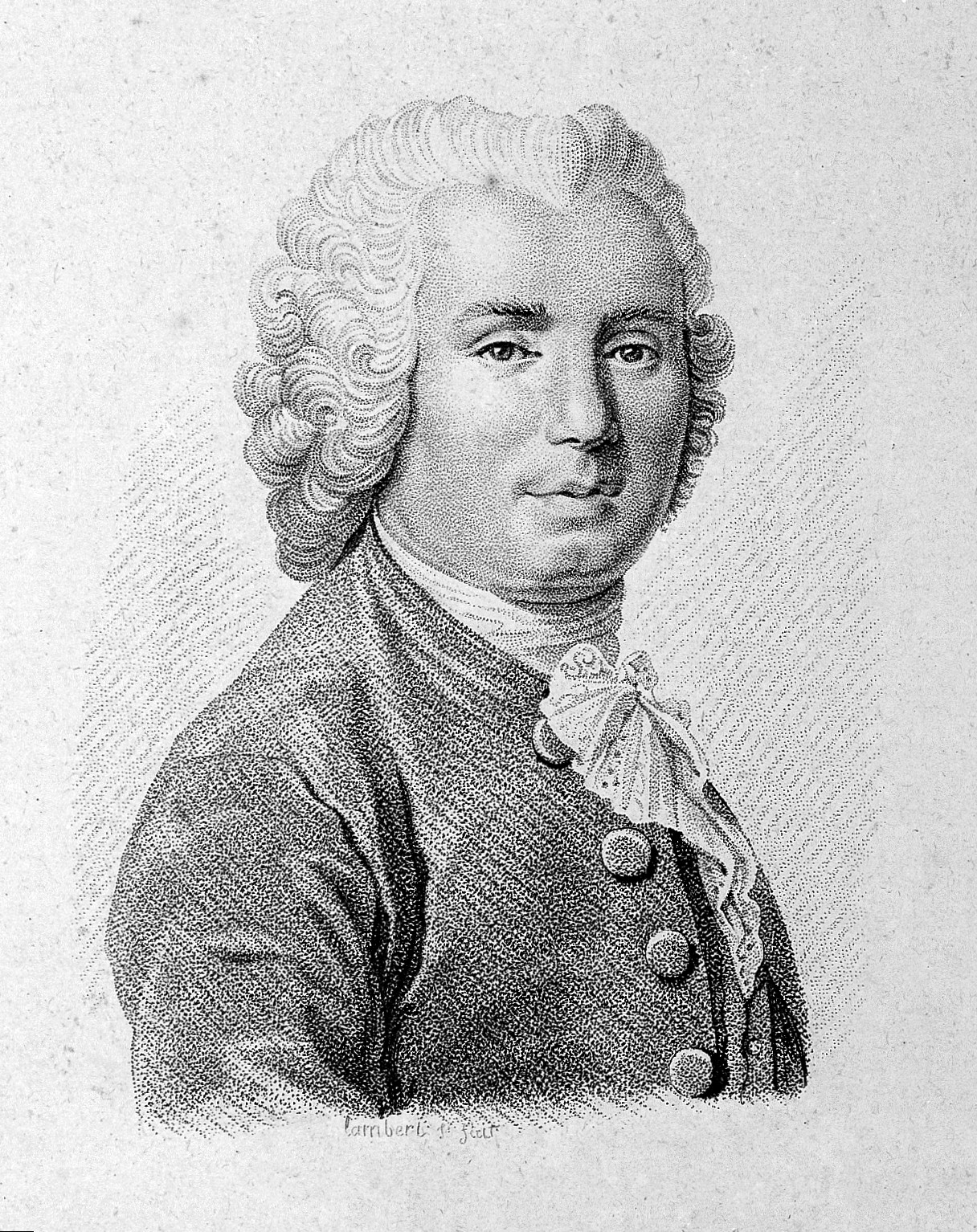
Théophile Bordeu

- Antoine de Bordeu, geboren 1696 in Izeste, war Arzt und erforschte die Heilkräfte der Mineralwässer der Pyrenäen.

- Théophile de Bordeu, geboren am 22. Februar 1722 in Izeste, gestorben am 23. November 1776 in Bagnères-de-Bigorre (heute Département Hautes-Pyrénées), Sohn von Antoine de Bordeu, war Arzt des französischen Königs Ludwig XV., ein früher Vertreter des Vitalismus und gehörte zu den Begründern der Hydrotherapie.

- Charles de Bordeu (1857–1926), geboren in Izeste, Urenkel von Théophile de Bordeu, war Schriftsteller.

- Marc Ancel, geboren am 14. Juli 1902 in Izeste, gestorben am 4. September 1990 in Paris, war Jurist und Autor mehrerer wissenschaftlicher Werke.